# Sinfonia n. 5 (Nielsen)
La Sinfonia n.5, op. 50 di Carl Nielsen è una composizione per orchestra scritta nel 1922

## Genesi
Dopo la fine della prima guerra mondiale, Nielsen riprese a viaggiare per l’Europa. Nel 1919 ebbe il primo incontro con Jean Sibelius in occasione del primo festival della musica nordica tenutosi a Copenaghen, al quale parteciparono altre personalità di primo piano come Frederik Schnedler Petersen e Georg Høeberg (in rappresentanza della Danimarca), Robert Kajanus ed Erkki Melartin (Finlandia), Wilhelm Stenhammar (Svezia) e Johan Halvorsen (Norvegia).
Il secondo incontro avvenne nel 1921 a Helsinki per il successivo festival della musica nordica; fu l’ultimo tra i due maggiori esponenti del sinfonismo scandinavo in quanto le loro rispettive vie presero una differente direzione, mentre il loro congedo artistico (per un’amara beffa del destino) parve sincrono e quasi come concordato in anticipo: Sibelius dal 1929 smise di comporre mentre Nielsen, dopo un’attenuazione della vena creativa, sarebbe improvvisamente deceduto nel 1931.
Nello stesso anno in cui partecipò al secondo festival della musica nordica, Nielsen portò a compimento la stesura della cantata Fynsk forår (Primavera in Fionia) op. 42, per soprano, tenore, baritono, coro e voci bianche, e, nel mese di febbraio, iniziò  a comporre la sua Quinta Sinfonia (che sarebbe poi stata riconosciuta come il suo capolavoro sinfonico) terminandola il 15 gennaio 1922; l’opera fu dedicata agli amici Vera e Carl J. Michaelsen. La prima esecuzione ebbe luogo il 24 gennaio dello stesso anno a Copenaghen sotto la direzione dell’autore; quando successivamente Nielsen presentò la Quinta Sinfonia in un concerto tenutosi a Stoccolma il 20 gennaio 1924, poco mancò che in sala scoppiasse una sommossa: «Il pubblico abbandonò la sala» scrisse un critico «costernato ed esasperato dal frastuono del tamburo e dagli effetti cacofonici del primo movimento». 
In séguito, benché Wilhelm Furtwängler l’avesse presentata al pubblico tedesco il 1º luglio 1927 in occasione del festival musicale a Francoforte sul Meno e successivamente il 27 ottobre del medesimo anno al Gewandhaus di Lipsia, la Sinfonia non godette dello stesso favore toccato alle precedenti quattro fino al 29 agosto 1950, quando il direttore d’orchestra Erik Tuxen alla testa dell’Orchestra Sinfonica della Radio Danese ne fornì una memorabile interpretazione a Edimburgo davanti al pubblico entusiasta della capitale scozzese. L’evento costituì uno strepitoso trionfo postumo per Nielsen, riconosciuto universalmente come un grande compositore nel campo della musica strumentale.

## Struttura
La Quinta Sinfonia è ritenuta da diversi studiosi come la più “programmatica” tra le sei composte da Nielsen. Nel suo libro Carl Nielsen symphonist (una delle più autorevoli biografie che siano state scritte sul musicista danese) il compositore inglese Robert Simpson fornisce un’attenta descrizione della sinfonia, stimando che essa, al pari della Quarta, rappresenti la manifestazione della rivolta di Nielsen contro gli orrori della prima guerra mondiale; l’individuazione di questo nascosto intento programmatico è ormai largamente accettata: «Ecco il conflitto dell’uomo nel quale i suoi istinti progressisti e costruttivi sono in contrasto con altri elementi (ugualmente umani) che si pongono con indifferenza o con manifesta ostilità. Nielsen ha ritenuto che questo dramma potesse essere espresso in modo ottimale in un’opera suddivisa in due movimenti: il primo contenente il nodo cruciale del conflitto stesso, il secondo comprendente un finale che risorge dalle ceneri in una grande sorgente di energia rigeneratrice. Anche questo finale non è privo di difficoltà, ma si rivela irresistibilmente alla fine».
Nielsen era certamente consapevole del fatto che un compositore, quando intende oltrepassare le frontiere del convenzionale, corre il serio rischio di trovarsi di fronte all’incomprensione più qualunquistica; al riguardo, in una nota alla Quinta Sinfonia osservò come fosse problematico per un musicista il rapporto delle attività di sentire, ascoltare, vedere, ricevere, vivere, pensare e ripensare con l’opera artistica, aggiungendo: «Goethe ha certamente ragione quando dice che l’artista deve creare oppure è meglio che taccia».
Il tardivo riconoscimento del giusto valore della Quinta Sinfonia si può spiegare con il fatto che, rispetto alle precedenti, le sue armonie sono più austere, le sue melodie sono più sottili e meno immediatamente emotive e le sue strutture tonali sono particolarmente complesse e di difficile comprensione a un primo ascolto; anche l’orchestrazione è meno tradizionale e decisamente ardito è l’impiego in maniera fin ossessiva del tamburo e del clarinetto. Nei due movimenti in cui si articola la composizione si possono individuare sei sezioni, due per l’ampio primo movimento e quattro per il secondo. Nell’intera struttura sinfonica sono poste in particolare rilievo le componenti percussive, il cui effetto shock è ciò che ha destato lo sconcerto degli ascoltatori dell’epoca in cui la Sinfonia fu composta.
- I. Tempo giusto - Adagio ma non troppo

La prima parte del primo movimento (indicata come Tempo giusto; semiminima = 100) è caratterizzata dall’uso dell’ostinato e dalle combinazioni di colore sonoro che sfiorano il bizzarro, mentre i temi tendono ad assumere una risonanza amorfa che li rende difficili da cogliere al primo ascolto. Alla fase introduttiva segue la più animata sezione in cui Nielsen fa largo impiego delle percussioni, poi la prima parte si conclude sulle note re acute reiterate dei violini. La seconda parte (Adagio ma non troppo) inizia con un tema che scorre ampiamente ed è soggetta ad uno sviluppo in contrappunto. Mediante l’ampio cantabile, Nielsen pone i fondamenti per la generale evoluzione che caratterizza l’intera opera; se nella Quarta l’aspetto principale è quello della metamorfosi , nella Quinta è dato da un’estesa evoluzione.  Il tema del conflitto tra gli istinti dell’uomo è reso magistralmente da Nielsen attraverso la contrapposizione delle varie sezioni orchestrali che, in luogo di dialogare, sembra vogliano solo bisticciare tra loro. Al tema iniziale si contrappone un motivo in biscrome che suona curiosamente malinconico, mentre la musica diviene sempre più cacofonica in maniera sostenuta. Dopo un grandioso apogeo l’orchestra va in diminuendo ed il movimento si conclude con un assolo del clarinetto, accompagnato dal rullo del tamburo. 
- II. Allegro - Presto - Andante un poco tranquillo - Allegro

La prima parte del secondo movimento è composta da un Allegro seguito da un rapido Presto e comprende tre temi importanti: un primo tema dal carattere aggressivo con spostamento d’ottava, un secondo immediatamente successivo simile nel carattere al precedente, ma senza grandi sbalzi, e un terzo di carattere lirico introdotto dall’oboe. Segue un quarto tema, avente un’aria umoristica anacronistica, che ricorda fortemente Brahms. 
La seconda parte (Andante un poco tranquillo - Allegro) inizia su un soggetto da fuga forgiato abilmente sulla parte precedente del primo tema; la fuga stessa, dal tono poetico ed elegiaco ed armonicamente complessa, conduce a un ritorno dell’introduzione ed a una coda animata che conclude la sinfonia con una perorazione trionfante dell’orchestra, come a voler suggellare il processo compositivo di un artista alla ricerca dell’evoluzione.

## Discografia parziale
Fra le esecuzioni della Quinta Sinfonia a opera dei grandi direttori del passato, vanno ricordate in primo luogo la storica registrazione effettuata a Edimburgo nel 1950 del concerto di Erik Tuxen alla guida dell’Orchestra Sinfonica della Radio Danese (mono) e le edizioni stereofoniche di Kyrill Kondrašin e Leonard Bernstein. Fra le esecuzioni di direttori contemporanei, da segnalare l’interpretazione di Esa-Pekka Salonen, briosa e trascinante per il virtuosismo delle percussioni.
- BBC Philharmonic Orchestra, John Storgårds (Chandos)
- Concertgebouw Orchestra, Kyrill Kondrashin (Philips)
- Danish Radio Symphony Orchestra, Erik Tuxen (Danacord) Live Paris, 1955
- Danish Radio Symphony Orchestra, Erik Tuxen (Guild) Live Edinburgh, 1950
- Danish Radio Symphony Orchestra, Thomas Jensen (Decca)
- Danish Radio Symphony Orchestra, Michael Schønwandt (Alliance)
- Finnish Radio Symphony Orchestra, Jukka-Pekka Saraste (Finlandia Records)
- Göteborgs Symfoniker, Neeme Järvi (Deutsche Grammophon)
- Janáček Philharmonic Orchestra, Theodore Kuchar (Brilliant Classics)
- London Symphony Orchestra, Ole Schmidt (Musical Concepts)
- National Symphony Orchestra of Ireland, Adrian Leaper (Naxos)
- New York Philharmonic, Leonard Bernstein (Sony BMG)
- Radio Sinfonie-Orchester Frankfurt, Paavo Järvi (RCA BMG)
- Royal Danish Orchestra, Paavo Berglund (RCA BMG)
- Royal Scottish Orchestra, Bryden Thomson (Chandos)
- San Francisco Symphony Orchestra, Herbert Blomsted (Decca)
- Swedish Radio Symphony Orchestra, Esa-Pekka Salonen (Sony BMG)